# Temporada 2015 del Campeonato de Europa de Rally
La temporada 2015 fue la edición 63.º del Campeonato de Europa de Rally. Comenzó el 4 de enero en el Internationale Jänner Rallye y finalizó el 7 de noviembre en el Rally de Valais. El ganador fue el polaco Kajetan Kajetanowicz con tres victorias y siete podios de ocho pruebas en las que participó. El campeonato contó también con los certámenes paralelos: ERC-2, ERC-3, ERC Junior y ERC Ladies.

## Calendario
El calendario inicialmente contaba con el Rally de Córcega como cierre de temporada, pero esta prueba se incluyó finalmente en el Campeonato del Mundo de Rally en su lugar entró el Rally de Valais.
| N.º | Fecha               | Rally                              | Superficie    | Resultados |
| --- | ------------------- | ---------------------------------- | ------------- | ---------- |
| 1   | 4-6 de enero        | 32. Internationale Jänner Rallye   | Asfalto-nieve | Resultados |
| 2   | 6-8 de febrero      | Rally Liepāja                      | Tierra, nieve | Resultados |
| 3   | 2-4 de abril        | 73. Circuit of Ireland             | Asfalto       | Resultados |
| 4   | 4-6 de junio        | 50. SATA Rallye Açores             | Tierra        | Resultados |
| 5   | 25-27 de junio      | 51. Kenotek Ypres Rally            | Asfalto       | Resultados |
| 6   | 17-19 de julio      | 6. auto24 Rally Estonia            | Asfalto       | Resultados |
| 7   | 28-30 de agosto     | 45. Barum Czech Rally Zlín         | Asfalto       | Resultados |
| 8   | 25-27 de septiembre | 44. CNP Asfalistiki Cyprus Rally   | Asfalto       | Resultados |
| 9   | 9-11 de octubre     | 61. Seajets Acropolis Rally        | Tierra        | Resultados |
| 10  | 28-31 de octubre    | 56. Rallye International du Valais | Asfalto       | Resultados |

## Resultados

### Campeonato de pilotos
| Pos. | Piloto                | AUT | LIE | IRL | AZO | YPR | EST | BCZ | CYP | GRE | SUI | Puntos |
| ---- | --------------------- | --- | --- | --- | --- | --- | --- | --- | --- | --- | --- | ------ |
| 1    | Kajetan Kajetanowicz  | 1   | Ret | 2   | 2   |     | 2   | 3   | 1   | 1   |     | 230    |
| 2    | Craig Breen           | Ret | 1   | 1   | 1   | Ret | Ret | 7   |     | 2   | 2   | 185    |
| 3    | Aleksiej Łukjaniuk    | 3   | Ret | 6   |     |     | 1   | 4   | 5   | Ret | 1   | 157    |
| 4    | Robert Consani        | 2   | 5   |     | 5   | DNS | Ret | Ret | 3   | Ret |     | 79     |
| 5    | Jaromír Tarabus       | 4   |     | 8   |     | 7   |     | Ret | 4   | 4   |     | 75     |
| 6    | Bruno Magalhães       |     |     |     | 4   | 4   |     |     | 2   | Ret | 13  | 68     |
| 7    | Dominykas Butvilas    |     | 3   |     | 8   |     | 7   | 26  | Ret | 7   |     | 45     |
| 8    | Siim Plangi           |     | 2   |     |     |     | 4   |     |     |     |     | 43     |
| 9    | Jan Kopecký           |     |     |     |     |     |     | 1   |     |     |     | 36     |
| 10   | Freddy Loix           |     |     |     |     | 1   |     |     |     |     |     | 35     |
| 11   | Emil Bergkvist        |     | 6   | 10  | 18  | Ret | 11  | 16  |     |     | 4   | 32     |
| 12   | Václav Pech jr.       |     |     |     |     |     |     | 2   |     |     |     | 29     |
| 13   | Bryan Bouffier        |     |     |     |     | 2   |     |     |     |     | Ret | 28     |
| 14   | Lambros Athanassoulas |     |     |     |     |     |     |     |     | 3   |     | 27     |
| 15   | Ricardo Moura         |     |     |     | 3   |     |     |     |     |     |     | 26     |
| 16   | Olivier Burri         |     |     |     |     |     |     |     |     |     | 3   | 25     |
| 17   | Josh Moffet           |     |     | 3   | Ret | Ret |     |     |     |     |     | 24     |
| 18   | Rainer Aus            |     |     |     |     |     | 3   |     |     |     |     | 24     |
| 19   | Sam Moffet            |     |     | 4   | 7   | Ret |     |     |     |     |     | 24     |
| 20   | Raul Jeets            |     | 10  | 9   |     |     | 6   | Ret | 19  | 6   | Ret | 24     |

| Color     | Resultado                                              |
| Oro       | Ganador                                                |
| Plata     | 2ª plaza                                               |
| Bronce    | 3ª plaza                                               |
| Verde     | Finalizó (diez primeros)                               |
| Azul      | Finalizó                                               |
| Violeta   | No terminó (Ret)                                       |
| Negro     | Descalificado (DES)                                    |
| Blanco    | No empezó (DNS)                                        |
| Blanco    | Excluido (EX)                                          |
| Blanco    | Lesionado (LES)                                        |
| Sin color | No participó                                           |
| x1        | Puntos extra                                           |
| (x)       | Entre paréntesis, puntos no computables para el total. |

### ERC-2
| Pos. | Piloto             | Puntos |
| ---- | ------------------ | ------ |
| 1    | Dávid Botka        | 231    |
| 2    | Vojitěch Štajf     | 191    |
| 3    | Dominykas Butvilas | 151    |
| 4    | Tidor Érdi         | 73     |
| 5    | Siim Plangi        | 63     |
| 6    | Alexey Lukyanuk    | 39     |

### ERC-3
| Pos. | Piloto          | Puntos |
| ---- | --------------- | ------ |
| 1    | Emil Bergkvist  | 173    |
| 2    | Ralfs Sirmacis  | 113    |
| 3    | Marijan Griebel | 96     |
| 4    | Chris Ingram    | 80     |
| 5    | Steve Røkland   | 79     |
| 6    | Aleks Zawada    | 64     |

### ERC Junior
| Pos. | Piloto          | Puntos |
| ---- | --------------- | ------ |
| 1    | Emil Bergkvist  | 147    |
| 2    | Ralfs Sirmacis  | 104    |
| 3    | Marijan Griebel | 93     |
| 4    | Steve Røkland   | 79     |
| 5    | Chris Ingram    | 78     |
| 6    | Aleks Zawada    | 64     |

### ERC Ladies
| Pos. | Piloto              | Puntos |
| ---- | ------------------- | ------ |
| 1    | Ekaterina Stratieva | 6      |
| 2    | Martina Daňhelová   | 3      |
| 3    | Inessa Tushkanova   | 3      |